# Терещенко Володимир Григорович
Володи́мир Григо́рович Тере́щенко (нар. 23 травня 1957, Звенигородка — пом. 6 січня 2015, Піски) — капітан 80-ї окремої десантно-штурмової бригади Збройних сил України, учасник російсько-української війни.

## Короткий життєпис
Проживав в місті Одеса, працював на Одеській залізниці. Займав активну громадську позицію, підтримував розвій Української помісної церкви, прихожанин УПЦ КП. У часі Євромайдану — активіст Одеської самооборони. У часі війни — доброволець, заступник командира роти — інструктор з повітрянодесантної підготовки, 80-та окрема бригада.
6 січня 2015-го загинув під час боїв за Піски — великокаліберна куля пройшла крізь бронежилет.
Похований в Одесі на Західному кладовищі на Алеї героїв 10 січня 2015-го з військовими почестями.

## Нагороди та вшанування
- Указом Президента України № 282/2015 від 23 травня 2015 року, «за особисту мужність і високий професіоналізм, виявлені у захисті державного суверенітету та територіальної цілісності України, вірність військовій присязі», нагороджений орденом Богдана Хмельницького III ступеня (посмертно)[1].
- Нагороджений нагрудним знаком «За оборону Донецького аеропорту» (посмертно).
- Вшановується в меморіальному комплексі «Зала пам'яті», в щоденному ранковому церемоніалі 6 січня[2][3].